# Charlie Trairat
 (mai 2019).
Si vous disposez d'ouvrages ou d'articles de référence ou si vous connaissez des sites web de qualité traitant du thème abordé ici, merci de compléter l'article en donnant les références utiles à sa vérifiabilité et en les liant à la section « Notes et références ».
Charlie Trairat (ชาลี ไตรรัตน์ / Nak Charlie Trairat / Chali Tairarat), né le 19 janvier 1993 à Bangkok, est un acteur, mannequin et présentateur de télévision thaïlandais.

## Filmographie[4]
- 2003 : Fan chan
- 2005 : The King Maker
- 2006 : Le Pensionnat [5]
- 2006 : Legend of Sudsakorn
- 2008 : Hormones
- 2009 : Phobia 2
- 2009 : Bangkok Traffic (Love) Story
- 2011 : Do-nut
- 2011 : The HZ Comedians (ฮาศาสตร์)[6]
- 2014 : Still 2
- 2015 : Arbat[7],[8]
- 2016 : Hauting In Japan
- 2017 : Thailand only[9]